# U-21-Fußball-Europameisterschaft 1982
An der U-21-Fußball-Europameisterschaft 1982 beteiligten sich 26 Nationalteams.
Die Ausscheidungsspiele in den acht Qualifikationsgruppen wurden am 3. Juni 1980 gestartet und am 6. Dezember 1981 abgeschlossen. Das Viertelfinale wurde in der Zeit vom 23. Februar bis 7. April 1982 und das Halbfinale wurde in der Zeit von 19. bis 30. April 1982 ausgetragen. Die Endspiele um den Titel fanden am 21. September und am 12. Oktober 1982 statt, wobei sich England gegen Deutschland mit einem Gesamtergebnis von 5:4 durchsetzte und erstmals den Europameistertitel gewann.
Die DDR, Österreich und die Schweiz schieden bereits in der Vorrunde aus.

## Modus
Die 26 Nationalmannschaften wurden in acht Gruppen – sechs Gruppen zu drei und zwei Gruppen zu vier Mannschaften – gelost. Die Nationalauswahlen hatten ihre Begegnungen mit Hin- und Rückspiel auszutragen. Die jeweiligen Gruppensieger (gelb gekennzeichnet) waren für das Viertelfinale qualifiziert, ab dem in Hin- und Rückspiel im K.-o.-System bis zum Finale gespielt wurde.

## Teilnehmer
| Gruppe 1       | Gruppe 2   | Gruppe 3         | Gruppe 4 |
| -------------- | ---------- | ---------------- | -------- |
| Bulgarien      | Belgien    | Tschechoslowakei | England  |
| BR Deutschland | Frankreich | Türkei           | Rumänien |
| Finnland       | Zypern     | Sowjetunion      | Schweiz  |
| Österreich     |            |                  | Ungarn   |

| Gruppe 5     | Gruppe 6   | Gruppe 7 | Gruppe 8    |
| ------------ | ---------- | -------- | ----------- |
| Griechenland | Dänemark   | DDR      | Luxemburg   |
| Italien      | Schottland | Norwegen | Niederlande |
| Jugoslawien  | Schweden   | Polen    | Spanien     |

## Abschneiden der deutschsprachigen Mannschaften

### BR Deutschland und Österreich
Die Bundesrepublik Deutschland und Österreich wurden gemeinsam mit Bulgarien und Finnland in der Vorrunde in Gruppe 1 gelost. Österreich gelang mit einem 2:1-Sieg in Finnland zwar ein guter Start, doch blieb dies der einzige Erfolg. Dem folgte lediglich im Rückspiel in Eisenstadt ein mageres 1:1-Unentschieden. Alle anderen vier Spiele gingen verloren, sodass Österreich am Ende über den letzten Platz nicht hinauskam. Wesentlich besser lief es für Deutschland. Zum Auftakt in Bulgarien gab es zwar eine 0:1-Niederlage, doch wurden alle anderen Spiele gewonnen, wodurch Deutschland der erste Platz nicht zu nehmen war.
Im Viertelfinale hatte Deutschland Spanien zum Gegner. Nach einer 0:1-Auswärtsniederlage konnte das Rückspiel in Augsburg mit 2:0 gewonnen werden, womit Deutschland der Einzug in die nächste Runde gelang. Im Halbfinale war der amtierende Europameister Russland der Gegner. Nachdem Deutschland schon das Auswärtsspiel mit 4:3 gewonnen hatte, gab es im Rückspiel in Aachen mit 5:0 ein richtiges Schützenfest. Somit traf Deutschland im Finale auf England. Dort musste sich die Mannschaft mit einem Gesamtergebnis von 4:5 geschlagen geben.

### DDR
Für den Finalisten der U-21-Europameisterschaft 1980 war bereits in der Vorrundengruppe 7 Endstation. Die Ostdeutschen enttäuschten dabei auf allen Linien, denn in den vier Spielen reichte es nur zu einem einzigen Unentschieden (1:1 in Norwegen), das nur zum letzten Platz hinter dem überlegenen Gruppensieger Polen und Norwegen reichte.

### Schweiz
Ebenso schlecht lief es für die Schweiz in der Vorrundengruppe 4. Mit nur einem Sieg – 3:0 in Wettingen im bereits bedeutungslosen Spiel gegen Rumänien – und zwei Unentschieden (0:0 in Neuchâtel gegen England und 1:1 in Rumänien) kam die Schweiz über den letzten Gruppenplatz nicht hinaus. Gruppensieger wurde der spätere Europameister England.

## Qualifikation

### Gruppe 1
Tabelle
| Pl. | Land           | Sp. | S | U | N | Tore    | Diff. | Punkte |
| --- | -------------- | --- | - | - | - | ------- | ----- | ------ |
| 1.  | BR Deutschland | 6   | 5 | 0 | 1 | 015:500 | +10   | 15     |
| 2.  | Bulgarien      | 6   | 5 | 0 | 1 | 007:500 | +2    | 15     |
| 3.  | Österreich     | 6   | 1 | 1 | 4 | 003:900 | −6    | 04     |
| 4.  | Finnland       | 6   | 0 | 1 | 5 | 004:100 | −6    | 01     |

Spielergebnisse
| 3. Juni 1980       | Finnland       | – | Bulgarien      | 0:1 |
| 23. September 1980 | Finnland       | – | Österreich     | 1:2 |
| 2. Dezember 1980   | Bulgarien      | – | BR Deutschland | 1:0 |
| 28. April 1981     | BR Deutschland | – | Österreich     | 4:0 |
| 12. Mai 1981       | Bulgarien      | – | Finnland       | 1:0 |
| 23. Mai 1981       | Finnland       | – | BR Deutschland | 1:2 |

### Gruppe 2
Tabelle
| Pl. | Land       | Sp. | S | U | N | Tore    | Diff. | Punkte |
| --- | ---------- | --- | - | - | - | ------- | ----- | ------ |
| 1.  | Frankreich | 4   | 3 | 0 | 1 | 007:400 | +3    | 09     |
| 2.  | Belgien    | 4   | 2 | 0 | 2 | 004:400 | ±0    | 06     |
| 3.  | Zypern     | 4   | 1 | 0 | 3 | 004:700 | −3    | 03     |

Spielergebnisse
| 10. Oktober 1980  | Frankreich | – | Zypern  | 3:1 |
| 20. Dezember 1980 | Belgien    | – | Zypern  | 2:1 |
| 18. Februar 1981  | Zypern     | – | Belgien | 0:1 |

### Gruppe 3
Tabelle
| Pl. | Land             | Sp. | S | U | N | Tore    | Diff. | Punkte |
| --- | ---------------- | --- | - | - | - | ------- | ----- | ------ |
| 1.  | Sowjetunion      | 4   | 1 | 3 | 0 | 001:000 | +1    | 06     |
| 2.  | Tschechoslowakei | 4   | 1 | 2 | 1 | 004:200 | +2    | 05     |
| 3.  | Türkei           | 4   | 1 | 1 | 2 | 002:500 | −3    | 04     |

Spielergebnisse
| 2. Dezember 1980   | Tschechoslowakei | – | Türkei           | 3:0 |
| 14. April 1981     | Türkei           | – | Tschechoslowakei | 2:1 |
| 22. September 1981 | Sowjetunion      | – | Türkei           | 1:0 |

### Gruppe 4
Tabelle
| Pl. | Land     | Sp. | S | U | N | Tore    | Diff. | Punkte |
| --- | -------- | --- | - | - | - | ------- | ----- | ------ |
| 1.  | England  | 6   | 4 | 1 | 1 | 012:500 | +7    | 13     |
| 2.  | Ungarn   | 6   | 3 | 0 | 3 | 012:900 | +3    | 09     |
| 3.  | Rumänien | 6   | 2 | 1 | 3 | 009:120 | −3    | 07     |
| 4.  | Schweiz  | 6   | 1 | 2 | 3 | 005:120 | −7    | 05     |

Spielergebnisse
| 14. Oktober 1980  | Rumänien | – | England  | 4:0 |
| 18. November 1980 | England  | – | Schweiz  | 5:0 |
| 28. April 1981    | England  | – | Rumänien | 3:0 |
| 29. April 1981    | Schweiz  | – | Ungarn   | 0:1 |
| 12. Mai 1981      | Ungarn   | – | Rumänien | 4:2 |
| 31. Mai 1981      | Schweiz  | – | England  | 0:0 |

### Gruppe 5
Tabelle
| Pl. | Land         | Sp. | S | U | N | Tore    | Diff. | Punkte |
| --- | ------------ | --- | - | - | - | ------- | ----- | ------ |
| 1.  | Italien      | 4   | 3 | 0 | 1 | 005:200 | +3    | 09     |
| 2.  | Jugoslawien  | 4   | 2 | 1 | 1 | 004:200 | +2    | 07     |
| 3.  | Griechenland | 4   | 0 | 1 | 3 | 002:700 | −5    | 01     |

Spielergebnisse
| 13. November 1980 | Italien      | – | Jugoslawien  | 1:0 |
| 3. Dezember 1980  | Griechenland | – | Italien      | 1:3 |
| 28. April 1981    | Jugoslawien  | – | Griechenland | 1:1 |

### Gruppe 6
Tabelle
| Pl. | Land       | Sp. | S | U | N | Tore    | Diff. | Punkte |
| --- | ---------- | --- | - | - | - | ------- | ----- | ------ |
| 1.  | Schottland | 4   | 2 | 1 | 1 | 007:400 | +3    | 07     |
| 2.  | Dänemark   | 4   | 1 | 2 | 1 | 004:400 | ±0    | 05     |
| 3.  | Schweden   | 4   | 1 | 1 | 2 | 003:600 | −3    | 04     |

Spielergebnisse
| 9. September 1980 | Schweden   | – | Schottland | 2:0 |
| 14. Oktober 1980  | Dänemark   | – | Schweden   | 2:1 |
| 18. November 1980 | Schottland | – | Dänemark   | 2:1 |

### Gruppe 7
Tabelle
| Pl. | Land     | Sp. | S | U | N | Tore    | Diff. | Punkte |
| --- | -------- | --- | - | - | - | ------- | ----- | ------ |
| 1.  | Polen    | 4   | 4 | 0 | 0 | 011:300 | +8    | 12     |
| 2.  | Norwegen | 4   | 1 | 1 | 2 | 005:600 | −1    | 04     |
| 3.  | DDR      | 4   | 0 | 1 | 3 | 004:110 | −7    | 01     |

Spielergebnisse
| 24. September 1980 | Norwegen | – | Polen    | 0:1 |
| 29. Oktober 1980   | DDR      | – | Norwegen | 0:4 |
| 1. Mai 1981        | DDR      | – | Polen    | 2:3 |

### Gruppe 8
Tabelle
| Pl. | Land        | Sp. | S | U | N | Tore    | Diff. | Punkte |
| --- | ----------- | --- | - | - | - | ------- | ----- | ------ |
| 1.  | Spanien     | 4   | 4 | 0 | 0 | 013:300 | +10   | 12     |
| 2.  | Niederlande | 4   | 2 | 0 | 2 | 004:400 | ±0    | 06     |
| 3.  | Luxemburg   | 4   | 0 | 0 | 4 | 002:120 | −10   | 0      |

Spielergebnisse
| 12. November 1980 | Niederlande | – | Spanien   | 0:2 |
| 17. Dezember 1980 | Spanien     | – | Luxemburg | 4:1 |
| 18. Februar 1981  | Niederlande | – | Luxemburg | 1:0 |

## Finalrunde

### Viertelfinale
Für das Viertelfinale waren die acht Gruppensieger qualifiziert.
| Datum                              |                | Ergebnis |                | Ort                    |
| ---------------------------------- | -------------- | -------- | -------------- | ---------------------- |
| 23. Februar 1982                   | Italien        | 0:1      | Schottland     | Catanzaro              |
| Tore: McAvennie                    |                |          |                |                        |
| 24. März 1982                      | Schottland     | 0:0      | Italien        | Aberdeen               |
| Gesamt:                            | Italien        | 0:1      | Schottland     |                        |
|                                    |                |          |                |                        |
| 24. Februar 1982                   | Spanien        | 1:0      | BR Deutschland | Santa Cruz de Tenerife |
| Tore: Roberto (Foulstrafstoß)      |                |          |                |                        |
| 6. April 1982                      | BR Deutschland | 2:0      | Spanien        | Augsburg               |
| Tore: Littbarski, Völler           |                |          |                |                        |
| Gesamt:                            | Spanien        | 1:2      | BR Deutschland |                        |
|                                    |                |          |                |                        |
| 10. März 1982                      | Frankreich     | 0:0      | Sowjetunion    | Le Havre               |
| 24. März 1982                      | Sowjetunion    | 4:2      | Frankreich     | Jerewan                |
| Tore: ?                            |                |          |                |                        |
| Gesamt:                            | Frankreich     | 2:4      | Sowjetunion    |                        |
|                                    |                |          |                |                        |
| 17. März 1982                      | Polen          | 1:2      | England        | Warschau               |
| Tore: Buda – Goddard, Hodgson      |                |          |                |                        |
| 7. April 1982                      | England        | 2:2      | Polen          | London                 |
| Tore: Hateley (2) – Biernat, Baran |                |          |                |                        |
| Gesamt:                            | Polen          | 3:4      | England        |                        |

### Halbfinale
| Datum                                                             |                | Ergebnis |                | Ort        |
| ----------------------------------------------------------------- | -------------- | -------- | -------------- | ---------- |
| 19. April 1982                                                    | Schottland     | 0:1      | England        | Glasgow    |
| Tore: Thompson                                                    |                |          |                |            |
| 28. April 1982                                                    | England        | 1:1      | Schottland     | Manchester |
| Tore: Heath – Sharp                                               |                |          |                |            |
| Gesamt:                                                           | Schottland     | 1:2      | England        |            |
|                                                                   |                |          |                |            |
| 21. April 1982                                                    | Sowjetunion    | 3:4      | BR Deutschland | Charkiw    |
| Tore: Polikarpow, Gurinowitsch, Rodionow – Allofs (2), Völler (2) |                |          |                |            |
| 30. April 1982                                                    | BR Deutschland | 5:0      | Sowjetunion    | Aachen     |
| Tore: Strack, Gruber, Littbarski (2), Reinders                    |                |          |                |            |
| Gesamt:                                                           | Sowjetunion    | 3:9      | BR Deutschland |            |

### Finale
| Europameister England mit einem Gesamtergebnis von 5:4 |
| ------------------------------------------------------ |

#### Hinspiel
| Paarung        | England – BR Deutschland |
| Ergebnis       | 3:1 (1:0) |
| Datum          | 21. September 1982 |
| Stadion        | Bramall Lane, Sheffield |
| Zuschauer      | 7.000 |
| Schiedsrichter | Schoetgers ( Belgien) |
| Tore           | 1:0 Owen (13.) 2:0 Fashanu (57.) 3:0 Owen (70., Foulelfmeter) 3:1 Völler (82.) |
| England        | Iain Hesford; Danny Thomas, Lee Duxbury, Tommy Caton, Terry Fenwick; Steve McCall, Sammy Lee, Gary Owen, Paul Goddard; Gary Shaw, David Hodgson (37. Justin Fashanu) Cheftrainer: Dave Sexton                                      |
| BR Deutschland | Eike Immel; Karl-Heinz Geils, Gerd Strack, Alois Reinhardt, Jonny Otten; Wolfgang Rolff, Thomas Kempe (71. Thomas Kroth), Stephan Engels; Wolfram Wuttke (61. Peter Reichert), Thomas Allofs, Rudi Völler Cheftrainer: Berti Vogts |

#### Rückspiel
| Paarung        | BR Deutschland – England |
| Ergebnis       | 3:2 (0:0) |
| Datum          | 12. Oktober 1982 |
| Stadion        | Weserstadion, Bremen |
| Zuschauer      | 7.000 |
| Schiedsrichter | Casarin ( Italien) |
| Tore           | 0:1 Duxbury (50.) 1:1 Littbarski (52.) 1:2 Goddard (76.) 2:2 Littbarski (79., Foulelfmeter) 3:2 Littbarski (84.) |
| BR Deutschland | Eike Immel; Karl-Heinz Geils, Alois Reinhardt, Jonny Otten, Michael Geiger (67. Uwe Dittus); Benno Möhlmann, Stephan Engels, Thomas Kroth (46. Thomas von Heesen); Peter Reichert, Thomas Allofs, Pierre Littbarski Cheftrainer: Berti Vogts |
| England        | Iain Hesford; Danny Thomas, Lee Duxbury, Tommy Caton, Terry Fenwick; Steve McCall, Gary Owen, Sammy Lee, Paul Goddard; Adrian Heath (58. David Hodgson), Gary Shaw (76. Ray Ranson) Cheftrainer: Dave Sexton                                 |

## Beste Torschützen
| Platz | Spieler           | Tore |
| ----- | ----------------- | ---- |
| 1     | Pierre Littbarski | 6    |
| 2     | Rudi Völler       | 4    |